# Naviair
Naviair ist die dänische Flugsicherung. Sie ist ein selbständiges staatliches Unternehmen (Selvstændig Offentlig Virksomhed) und untersteht dem dänischen Transportministerium (Transportministeriet).

## Tätigkeitsbereiche
Naivair stellt die Infrastruktur für die zivile Luftfahrt. Die Tätigkeiten umfassen den Bereich »En Route - Dänemark«, »En Route - Grönland«, sowie die örtliche Flugsicherung an einzelnen Flughäfen:
Der Bereich »En route - Dänemark« umfasst den technischen Betrieb im Areal des dänischen Luftraumes und das Verkehrsmanagement der dänischen Flughäfen. Darüber hinaus ist der Arbeitsbereich für die Unterrichtung und Weitergabe von Fluginformationen für die Leitstelle in Kopenhagen zuständig. Der Umfang des Geschäfts umfasst auch den technischen Betrieb und Wartung von Radar- und Kommunikationsanlagen.
Der Bereich »En route - Grönland« umfasst den technischen Betrieb, einschließlich Einweisung von Flugzeugen und Lieferung von Fluginformationen im Informationszentrum in Kangerlussuaq. Die Aktivitäten umfasst ebenfalls den technischen Betrieb und Wartung von Radaranlagen auf den Färöer-Inseln sowie die Navigations- und Kommunikationssysteme auf den Färöer-Inseln und Grönland.
Der Bereich »Lokale Flugsicherung« umfasst die Kontrolle des Towers und der Anflugleitstelle auf einer Reihe von Flughäfen und Flugplätzen. Er liefert den Färöer-Inseln zusätzlich Fluginformationen.
Weitere Aufgaben sind der technische Betrieb und die Wartung von ATM-Ausrüstungen und Flughafen-Ausrüstung in Dänemark.

## Mitgliedschaften
Naviair bildet eine Verbund mit neun nordeuropäischen Flugsicherungen.
Der Verbund »Borealis Alliance« umfasst die Flugsicherungen von Dänemark, Estland, Finnland, Island, Irland, Litauen, Norwegen, Schweden und dem Vereinigten Königreich. Dieser Verbund wickelt den Flugverkehr von 3,5 Millionen Flügen pro Jahr, über einer Fläche von 12,5 Millionen km² im nordeuropäischen Luftraum ab. In der Mitte befindet sich die Hauptroute zum transatlantischen Übergang.

## Nachweise
1. 1 2 3 4  Website von naviair.dk → Bereich Über uns
2. 1 2  Allianz nordeuropäischer Flugsicherungen